# ヴヤディン・スタノイコヴィッチ
ヴヤディン・スタノイコヴィッチ（マケドニア語: Вујадин Станојковиќ, ラテン文字転写: Vujadin Stanojković、1963年9月10日 - ）は、北マケドニア（旧ユーゴスラビア）の元サッカー選手、サッカー指導者。ポジションはディフェンダー。

## 経歴
FKバルダールでデビューしパルチザン・ベオグラードのレギュラーに定着、スウェーデンのデーゲルフォルシュIFとトレッレボリFFにも在籍した右サイドバック。ユーゴスラビア代表では1988年から1992年までの21試合に出場し、マケドニア代表では1994年から1995年までの7試合に出場した。